# Taça Guanabara de 1993
A Taça Guanabara de 1993 foi a 29ª edição da Taça Guanabara e o primeiro turno do Campeonato Carioca de Futebol de 1993. O vencedor foi o Fluminense.

## Fórmula de disputa
Os 24 participantes foram divididos em dois grupos. Na primeira etapa os times jogaram dentro de seus grupos apenas em jogos de ida. Os dois últimos do grupo A, disputaram o segundo turno no grupo B e os dois primeiros do grupo B, disputaram o segundo turno no grupo A. O primeiro colocado do grupo A foi o campeão.

## Grupo A
| 1  | Fluminense             | 19 | 11 | 8 | 3 | 0 | 17 | 6  | +11 |
| 2  | Vasco da Gama          | 16 | 11 | 7 | 2 | 2 | 23 | 8  | +15 |
| 3  | Flamengo               | 15 | 11 | 6 | 3 | 2 | 23 | 11 | +12 |
| 4  | Botafogo               | 14 | 11 | 5 | 4 | 2 | 18 | 12 | +6  |
| 5  | Bangu                  | 11 | 11 | 4 | 3 | 4 | 8  | 13 | -5  |
| 6  | America                | 11 | 11 | 2 | 7 | 2 | 14 | 15 | -1  |
| 7  | Volta Redonda          | 10 | 11 | 3 | 4 | 4 | 9  | 10 | -1  |
| 8  | Americano              | 10 | 11 | 3 | 4 | 4 | 9  | 15 | -6  |
| 9  | São Cristóvão          | 8  | 11 | 2 | 4 | 5 | 8  | 11 | -3  |
| 10 | Olaria                 | 8  | 11 | 2 | 4 | 5 | 12 | 16 | -4  |
| 11 | Entrerriense           | 7  | 11 | 2 | 3 | 6 | 6  | 13 | -7  |
| 12 | América (Três Rios)[a] | -7 | 11 | 0 | 3 | 8 | 4  | 21 | -17 |

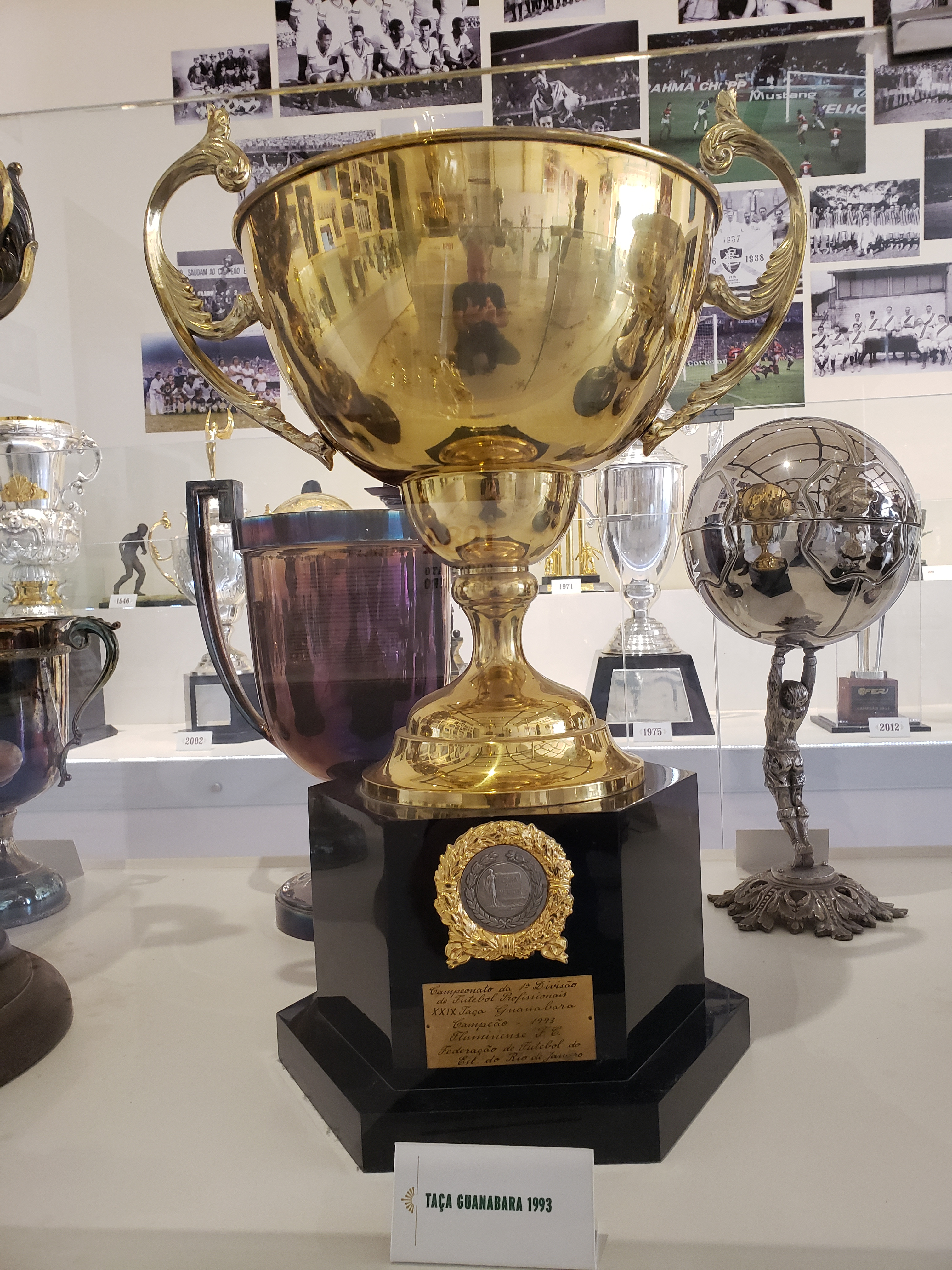
Taça Guanabara de 1993.

- O América de Três Rios foi punido com a perda de 10 pontos por ter usado irregularmente o jogador Juarez contra o Vasco e o São Cristóvão.

## Grupo B
| 1  | Itaperuna     | 22 | 11 | 11 | 0 | 0 | 13 | 1  | +12 |
| 2  | Bonsucesso    | 19 | 11 | 9  | 1 | 1 | 16 | 5  | +11 |
| 3  | Friburguense  | 14 | 11 | 7  | 0 | 4 | 17 | 10 | +7  |
| 4  | Barreira      | 13 | 11 | 6  | 1 | 4 | 12 | 7  | +5  |
| 5  | Goytacaz      | 12 | 11 | 4  | 4 | 3 | 10 | 7  | +3  |
| 6  | Saquarema FC  | 10 | 11 | 4  | 2 | 5 | 10 | 13 | -3  |
| 7  | Serrano       | 9  | 11 | 2  | 5 | 4 | 11 | 13 | -2  |
| 8  | Mesquita      | 8  | 11 | 3  | 2 | 6 | 8  | 12 | -4  |
| 9  | Portuguesa-RJ | 8  | 11 | 3  | 2 | 6 | 8  | 18 | -10 |
| 10 | Madureira     | 7  | 11 | 2  | 3 | 6 | 10 | 13 | -3  |
| 11 | Campo Grande  | 7  | 11 | 2  | 3 | 6 | 10 | 14 | -4  |
| 12 | Olympico      | 3  | 11 | 1  | 1 | 9 | 7  | 19 | -12 |

## Final[1]
| 10 de abril | Fluminense | 1 – 0 | Volta Redonda | Laranjeiras, Rio de Janeiro    |
|             | Ézio 21'   |       |               | Árbitro: Pedro Carlos Bregalda |

Fluminense: Ricardo Pinto, Júlio César, Luís Fernando, Luís Eduardo e Lira; Chiquinho, Dudu, Julinho e Macalé (Cícero); Vágner e Ézio. Técnico: Edinho
Volta Redonda: Roberto Dênis, Manu, Denimar, Roberto Silva e Ary; Ruço, Andinho (Ronie), Dão e Fernando César; Humberto (Ricardo) e Darci. Técnico: Wilson Leite

 cartão amarelo: Julinho e Luís Eduardo (Fluminense); Ary e Denimar (Volta Redonda)

O Fluminense, campeão da Taça Guanabara, está classificado para a Fase Final.

## Premiação
| Taça Guanabara de 1993         |
| Rio de Janeiro                 |
| ------------------------------ |
| FLUMINENSE Campeão (8º título) |